# Dora With
Dora With (geb. 1900 in Graz; gest. 1965 in Wien) war eine Opernsängerin der Stimmlage Mezzosopran. Sie war 16 Jahre Ensemblemitglied der Wiener Staatsoper.

## Leben und Werk
Dora Withs Bühnenlaufbahn begann 1920 am Opernhaus Graz, wo sie bis 1927 engagiert blieb. Es folgte eine Spielzeit am Bremer Stadttheater, ein Gastspiel an der Wiener Staatsoper und die Verpflichtung als Ensemblemitglied nach Wien. Sie war sechzehn Jahre lang dort fest verpflichtet, bis 1944, sang zumeist Travestie- und Episodenrollen, fallweise auch Hauptrollen. Sie war in vier klassischen Hosenrollen besetzt, als Cherubino in Figaros Hochzeit, Hänsel in Hänsel und Gretel, Prinz Orlofsky in der Fledermaus und als Octavian im Rosenkavalier. Ihr komödiantisches Talent konnte sie in einer Reihe komischer Opern unter Beweis stellen. 78-mal war sie die Agnes/Háta in Smetanas Verkaufter Braut, weiters übernahm sie die Tisbe in La Cenerentola, die Kartenaufschlägerin in Arabella, die Marcellina in Figaros Hochzeit und im Barbier von Sevilla, die Intrigantin Annina im Rosenkavalier und die Irmentraut im Waffenschmied, Frau Reich in den Lustigen Weibern von Windsor und die Meg Page im Falstaff. Im tragischen Fach sang sie 74-mal die Suzuki in Madame Butterfly, 72-mal die Antonia in Tiefland, 61-mal die Mercédès in Carmen und 50-mal den Pagen der Herodias in der Salome. Da in den 1930er und 1940er Jahren häufig Wagner-Opern auf dem Spielplan der Wiener Oper standen, war Dora With häufig in Wagner-Partien besetzt – 66-mal als Blumenmädchen im Parsifal, in dieser Oper auch als Knappe und Stimme von oben, 46-mal als Wellgunde und einmal als Floßhilde im Rheingold sowie 2-mal als Magdalena in den Meistersingern von Nürnberg. Sie sang auch italienisches Repertoire, beispielsweise 46-mal die Lucia in Cavalleria rusticana, 35-mal die Maddalena und 25-mal die Giovanna im Rigoletto, 11-mal die Serena im Schmuck der Madonna. In der Zauberflöte übernahm sie 40-mal einen der drei Knaben und 14-mal die Zweite Dame.
Von 1937 bis 1941 gastierte sie bei den Salzburger Festspielen, in jeweils zwei Opern von Mozart und Richard Strauss, als Zweite Dame und Marcellina, als Dritte Magd in Elektra und Annina. Nach Kriegsende trat sie gastierend noch einige Male bis Juni 1946 an der Staatsoper auf. Ab 1948 unterrichtete sie am Konservatorium der Stadt Wien. Es gibt einige Tondokumente, darunter bei Koch/Schwamm die Rheintöchter-Szene mit Alberich, aufgenommen an der Wiener Staatsoper im Jahr 1933. Ihre Partner waren Luise Helletsgruber, Enid Szánthó und Hermann Wiedemann. Weiters bestehen Aufnahmen als Cherubino, Page der Herodias, Waltraute und weiteren kleinen Wagner-Partien.